# Đài Nguồn Sống
Far East Broadcasting Company (FEBC) là một mạng lưới phát thanh quốc tế phát sóng chương trình Tin Lành trong 149 ngôn ngữ. Chương trình phát thanh được phát sóng từ sóng ngắn, mediumwave (PM), và FM trên khắp thế giới. Tổ chức này cũng hoạt động để đáp ứng nhu cầu vật chất của thính giả của mình bằng cách cung cấp học bổng, tổ chức các buổi hội thảo kết hôn, và các mặt hàng phân phối như cây con (giúp một gia đình trồng thức ăn của riêng mình) và xe đạp (giao thông cho học sinh hoặc mục sư). Mặc dù nhiều người nghe sống trong các địa điểm cách xa, FEBC nhận được hơn 850.000 phản hồi theo hình thức đến thăm, thư từ, nhắn tin, gọi điện thoại và thư điện tử (email).

## Sứ mệnh
Sứ mệnh của FEBC là phát triển chương trình phát thanh và cung cấp cho người nghe cách đi theo Chúa Giêsu vào Vương quốc của Ngài, cho họ biết Ngài là Cứu Chúa, theo giảng dạy của Ngài, sống trong sự vâng lời Ngài trong chức vụ của họ, và là thành viên của một hội thánh địa phương nhóm chung với các tín hữu.

## Lịch sử
Sau khi kết thúc Thế Chiến thứ Hai, khi các chiến sĩ đã trở về từ mặt trận tại Thái Bình Dương, vừa được nhận thức của các nhu cầu tâm linh rất lớn của châu Á. John Broger và Bob Bowman thuộc trong số những người cảm thấy được Jesus kêu gọi thiết lập một đài phát thanh truyền giáo ở châu Á, ngay cả trước khi chiến tranh. Họ hình dung một đài phát thanh truyền giáo mà có thể đem lại cho Tin Lành đến hàng triệu người ở châu Á. Một trong những quốc gia đặc biệt ở trong trái tim của họ: Trung Quốc.
Thành lập năm 1945, việc phát sóng đầu tiên của FEBC đã được phát sóng từ một trạm tại Thượng Hải. Nhưng điều này không tồn tại lâu. Vào đầu năm 1948 tất cả các nhiệm vụ công tác tại Trung Quốc đã gặp phải nhiều cản trở và một nơi đặt trụ sở khác đã được tìm để thay thế. John Broger đến châu Á để tìm kiếm một nơi có khả năng di dời trụ sở FEBC và quyết định về Philippin. Lý tưởng nhất là nằm ở Biển Đông, Philippines đã có nhiều đặc điểm thuận lợi để đặt trụ sở.
Việc Philipines vào thời gian đó vừa được độc lập từ Mỹ và đã trở nên thuận lợi cho FEBC để thiết lập các hoạt động ở đó. Việc phát sóng đầu tiên đã đi vào hoạt động tại Manila ngày 04 tháng 6 năm 1948 trên KZAS trạm địa phương (nay là DZAS). Đài quốc tế Trung Quốc bắt đầu phát sóng vào năm sau và có kể từ khi mở rộng để bao gồm hầu hết các khu vực Đông Nam Á, cũng như Nga. Tổ chức anh em của FEBC, Feba Radio, phát sóng các chương trình ở châu Á, châu Phi và Trung Đông. FEBC hiện đang hoạt động trên tổng số là 41 tần số AM và FM trên toàn thế giới và cũng có trạm phát sóng chương trình quốc tế với 149 ngôn ngữ thông qua đài phát thanh sóng ngắn từ hai trạm phát sóng lớn, một ở Philippines và một tại đảo Saipan.

## Tuyên bố
FEBC là một đài phát thanh cơ đốc cho mục đích duy nhất là giao truyền Tin Mừng cho thế giới qua đài phát thanh. Trong đó, họ tìm tham gia, hợp tác và hỗ trợ các nỗ lực truyền giáo của các tổ chức truyền giáo trên toàn thế giới. FEBC tin rằng truyền giáo phát thanh hiện nay một phương tiện phù hợp cho niềm tin của người khác. Hợp tác trong niềm tin đạt được và chỉ được duy trì bởi lòng trung thành với một đức tin chung và tích cực trong việc truyền giáo. Trong Jesus, chúng tôi có tình bằng hữu với các giáo phái Tin Lành và các nhóm truyền giáo, và các cơ sở hợp tác của chúng tôi sau khi sự thật tuyệt vời của Kinh Thánh.

## Trụ sở
| Nhãn Hiệu                    | Tín Hiệu | Tần số   | Công suất (kw) | Vị trí       |
| ---------------------------- | -------- | -------- | -------------- | ------------ |
| 702 DZAS                     | DZAS     | 702 kHz  | 50 kW          | Metro Manila |
| 98.7 DZFE The Master's Touch | DZFE     | 98.7 MHz | 20 kW          | Metro Manila |
| 1125 DWAS Legaspi            | DWAS     | 1125 kHz | 5 kW           | Legaspi      |
| 1233 DYVS Bacolod            | DYVS     | 1233 kHz | 10 kW          | Bacolod      |
| 98.7 DYFR Cebu               | DYFR     | 98.7 MHz | 10 kW          | Cebu         |
| 1116 DXAS Zamboanga          | DXAS     | 1116 kHz | 5 kW           | Zamboanga    |
| 1197 DXFE Davao              | DXFE     | 1197 kHz | 5 kW           | Davao        |
| 1062 DXKI Koronadal          | DXKI     | 1062 kHz | 5 kW           | Koronadal    |

## Đối tác và Liên kết
DZAS - Trụ sở FEBC ở Philippines 
 DYFR - Trụ sở ở Thành phố Cebu, Philippines 
 Feba Radio - FEBC của công ty chị em ở Vương quốc Anh FEBC Úc 
 FEBC Trung Quốc 
 FEBC Hmong Radio 
 FEBC Hồng Kông 
 co.id / FEBC Indonesia 
 FEBC quốc tế Lưu trữ ngày 20 tháng 8 năm 2008 tại Wayback Machine 
 FEBC Nhật Bản 
 FEBC Hàn Quốc 
 FEBC Liangyou 
 Mien Radio 
 Gió FM Mông Cổ 
 FEBC Philippines 
 febaltd.com / Feba Singapore 
 FEBC Đài Loan 
 FEBC Thái Lan

 Đài Nguồn Sống 